# Thevetia ahouai
Thevetia ahouai là một loài thực vật có hoa trong họ La bố ma. Loài này được (L.) A.DC. miêu tả khoa học đầu tiên năm 1844.

## Hình ảnh

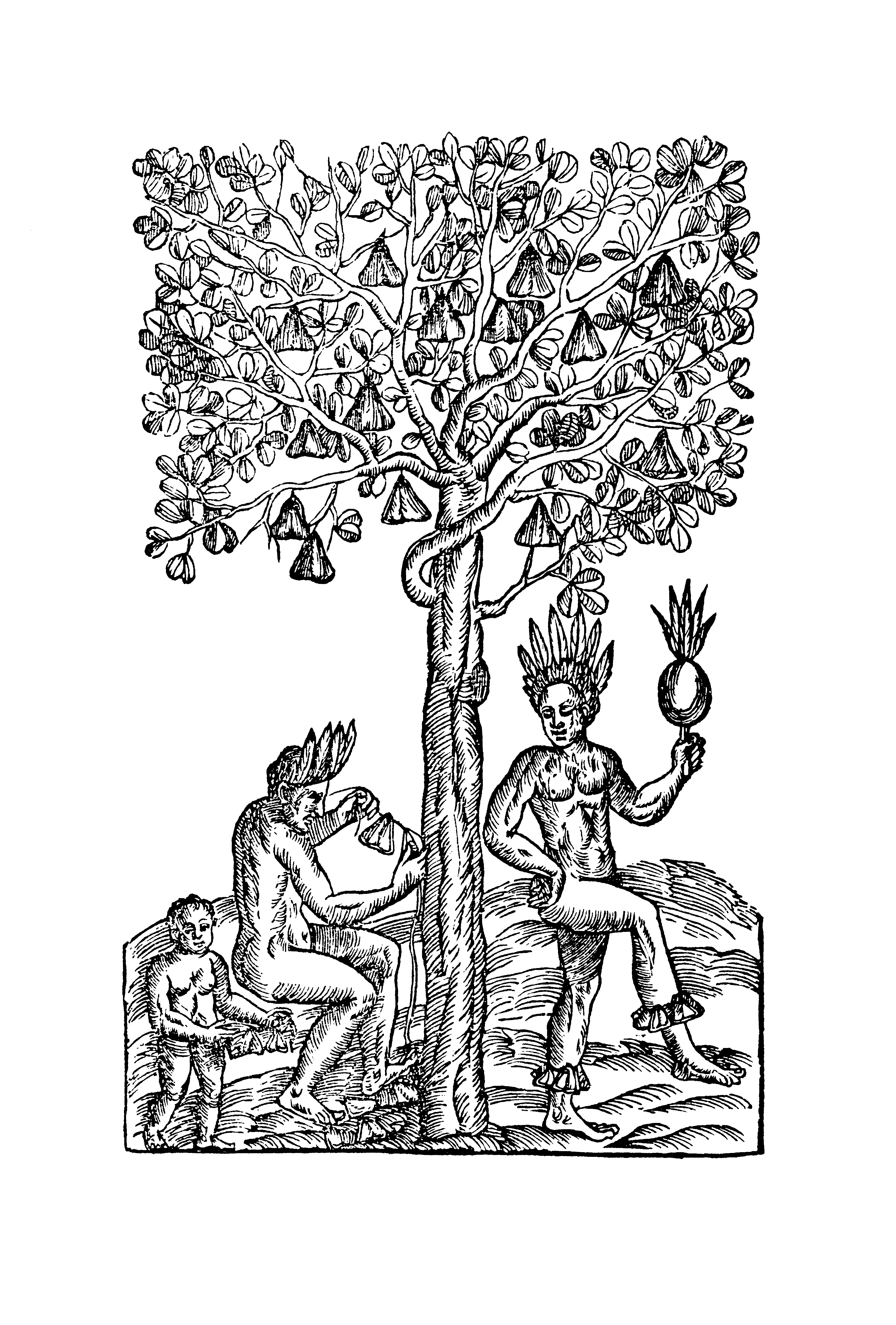
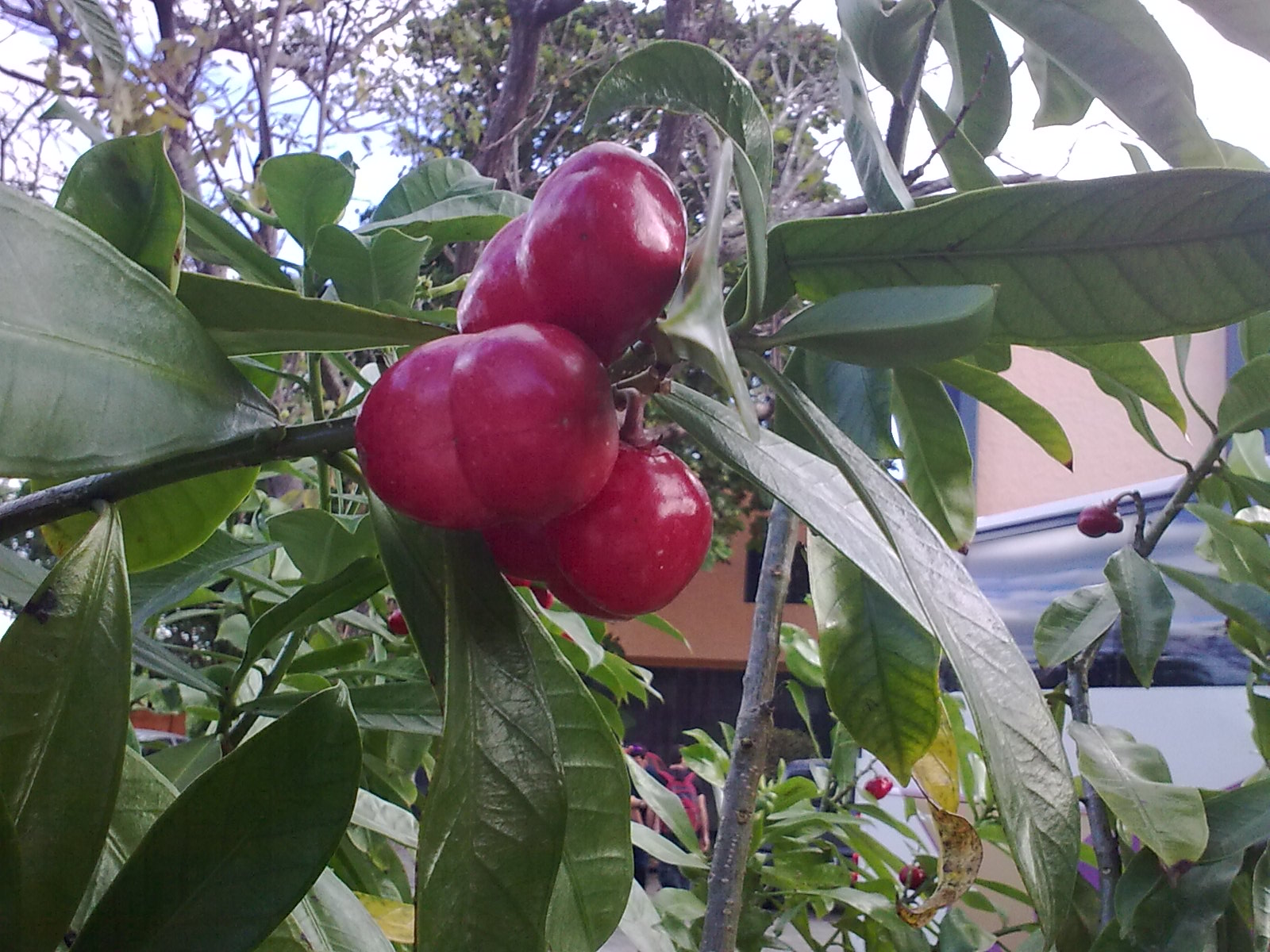
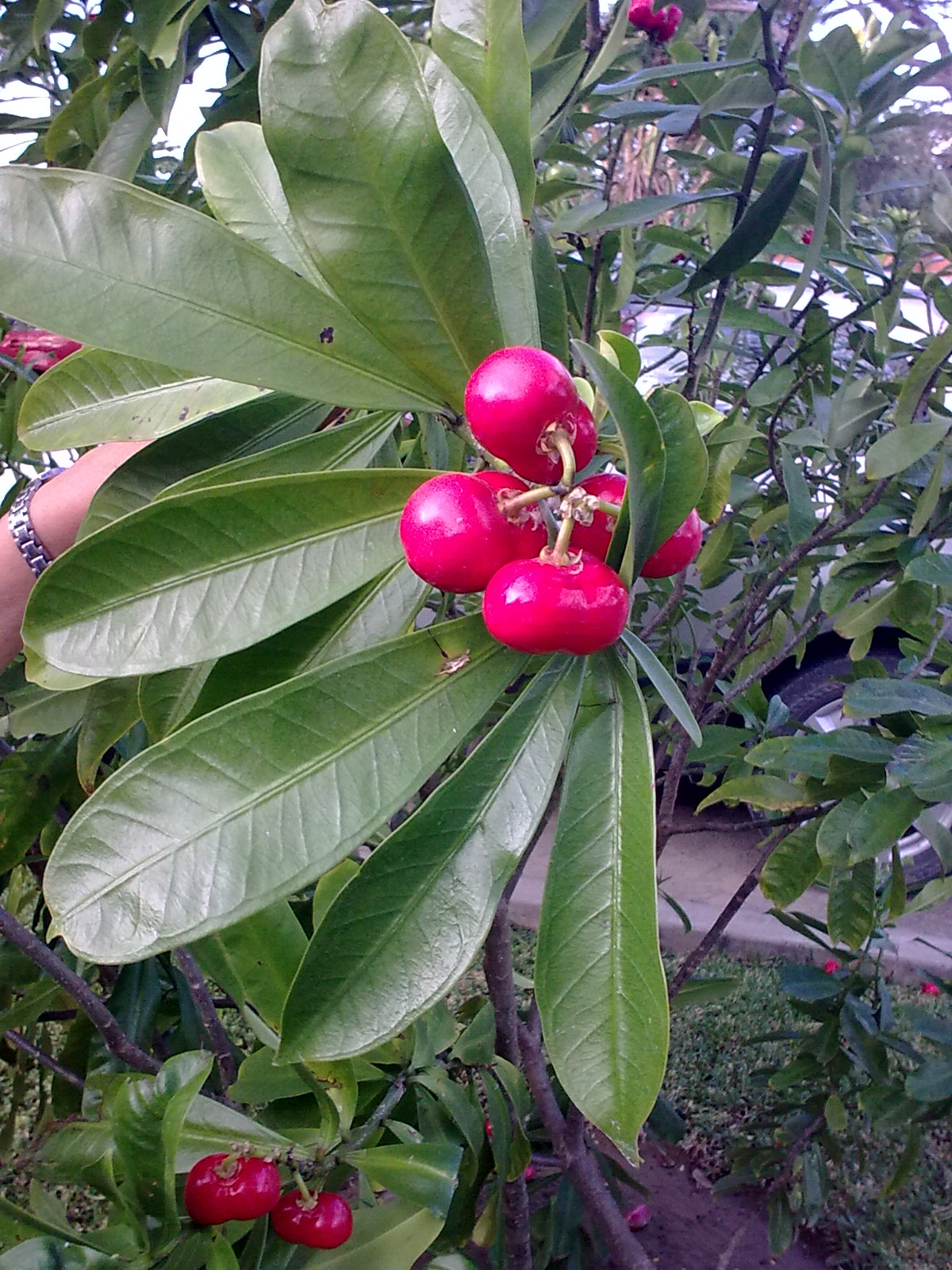